# Văglen, Sliven
Văglen (în bulgară Въглен) este un sat în comuna Sliven, regiunea Sliven,  Bulgaria. 

## Demografie
Componența etnică a satului Văglen
     Turci (90,58%)
     Bulgari (3,52%)
     Nicio identificare (5,88%)
     Altele (0%)
La recensământul din 2011, populația satului Văglen era de 85 locuitori. Din punct de vedere etnic, majoritatea locuitorilor (90,58%) erau turci, cu o minoritate de bulgari (3,52%). Pentru 5,88% din locuitori nu este cunoscută apartenența etnică.